# Big 12 Conference 2020 (pallavolo)
La Big 12 Conference 2020 si è svolta dal 24 settembre 2020 al 2 aprile 2021, a causa del rinvio del torneo dovuto alla pandemia di COVID-19 negli Stati Uniti d'America: al torneo hanno partecipato 9 squadre universitarie statunitensi e la vittoria finale è andata per la tredicesima volta, la terza consecutiva, alla Texas.

## Regolamento
È prevista una stagione regolare che vede le nove formazioni impegnate disputare un totale di sedici incontri ciascuna; parallelamente vengono disputati anche degli incontri extra-conference contro formazioni appartenenti ad altre conference o non affiliate ad alcuna di esse, dando vita a due classifiche separate una relativa alla Big 12 Conference ed una totale.
- La squadra vincitrice della Big 12 Conference si qualifica automaticamente al torneo NCAA, occupando uno dei 32 posti che spettano di diritto alle squadre vincitrici delle rispettive conference;
- Le altre squadre concorrono alla qualificazione al torneo NCAA attraverso la classifica totale, che assegna i restanti 32 posti alle migliori squadre, sulla base del rapporto tra vittorie e sconfitte, che non abbiano ottenuto la qualificazione automatica.

A seguito del diffondersi della pandemia di COVID-19 negli Stati Uniti d'America, data l'impossibilità di disputare interamente il torneo nell'autunno 2020, la competizione si è protratta fino alla primavera 2021: dalla classifica totale sono stati assegnati solo altri 16 posti al torneo di NCAA Division I, disputatosi con 48 squadre invece delle abituali 64; nel rispetto del protocollo anti-COVID, numerosi incontri sono stati cancellati senza la possibilità di recuperarli in seguito.

## Squadre partecipanti
| Club            | Nickname     | Stagione | Città      | Impianto                        | Stagione precedente                                            |
| --------------- | ------------ | -------- | ---------- | ------------------------------- | -------------------------------------------------------------- |
| Baylor          | Bears        | Dettagli | Waco       | Ferrell Center                  | Vincitrice Big 12 Conference; Semifinali in NCAA Division I    |
| Iowa State      | Cyclones     | Dettagli | Ames       | Hilton Coliseum                 | 4ª in Big 12 Conference; Primo turno in NCAA Division I        |
| Kansas          | Jayhawks     | Dettagli | Lawrence   | Horejsi Family Athletics Center | 6ª in Big 12 Conference                                        |
| Kansas State    | Wildcats     | Dettagli | Manhattan  | Ahearn Field House              | 7ª in Big 12 Conference                                        |
| Oklahoma        | Sooners      | Dettagli | Norman     | McCasland Field House           | 3ª in Big 12 Conference; Primo turno in NCAA Division I        |
| Texas           | Longhorns    | Dettagli | Austin     | Gregory Gymnasium               | Vincitrice Big 12 Conference; Sweet Sixteen in NCAA Division I |
| Texas Christian | Horned Frogs | Dettagli | Lubbock    | University Recreation Center    | 7ª in Big 12 Conference; Semifinali al NIVC                    |
| Texas Tech      | Red Raiders  | Dettagli | Fort Worth | United Supermarkets Arena       | 5ª in Big 12 Conference                                        |
| West Virginia   | Mountaineers | Dettagli | Morgantown | WVU Coliseum                    | 9ª in Big 12 Conference                                        |

## Torneo

### Regular season

#### Classifica
| Pos. | Squadra         | Conference | Conference | Conference | Conference | Overall | Overall | Overall | Overall |
| Pos. | Squadra         | Pt         | G          | V          | P          | Pt      | G       | V       | P       |
| ---- | --------------- | ---------- | ---------- | ---------- | ---------- | ------- | ------- | ------- | ------- |
| 1.   | Texas           | 1.000      | 16         | 16         | 0          | .931    | 29      | 27      | 2       |
| 2.   | Baylor          | .812       | 16         | 13         | 3          | .741    | 27      | 20      | 7       |
| 3.   | Kansas State    | .625       | 16         | 10         | 6          | .619    | 21      | 13      | 8       |
| 4.   | West Virginia   | .500       | 16         | 8          | 8          | .476    | 21      | 10      | 11      |
| 5.   | Kansas          | .438       | 16         | 7          | 9          | .545    | 22      | 12      | 10      |
| 6.   | Iowa State      | .357       | 14         | 5          | 9          | .400    | 20      | 8       | 12      |
| 7.   | Texas Tech      | .313       | 16         | 5          | 11         | .409    | 22      | 9       | 13      |
| 8.   | Oklahoma        | .214       | 14         | 3          | 11         | .222    | 18      | 4       | 14      |
| 9.   | Texas Christian | .188       | 16         | 3          | 13         | .190    | 21      | 4       | 17      |

      In NCAA Division I come vincitrice di Conference
      In NCAA Division I attraverso la classifica totale

## Premi individuali
| Premio                   | Giocatrice           | Squadra         |
| ------------------------ | -------------------- | --------------- |
| Player of the Year       | Logan Eggleston      | Texas           |
| Freshman of the Year     | Aliyah Carter        | Kansas State    |
| Setter of the Year       | Jhenna Gabriel       | Texas           |
| Libero of the Year       | Shanel Bramschreiber | Baylor          |
| Coach of the Year        | Jerritt Elliott      | Texas           |
| All-Big 12 First Team    | Shanel Bramschreiber | Baylor          |
| All-Big 12 First Team    | Lauren Harrison      | Baylor          |
| All-Big 12 First Team    | Kara McGhee          | Baylor          |
| All-Big 12 First Team    | Yossiana Pressley    | Baylor          |
| All-Big 12 First Team    | Eleanor Holthaus     | Iowa State      |
| All-Big 12 First Team    | Caroline Crawford    | Kansas          |
| All-Big 12 First Team    | Jenny Mosser         | Kansas          |
| All-Big 12 First Team    | Aliyah Carter        | Kansas State    |
| All-Big 12 First Team    | Guewe Diouf          | Oklahoma        |
| All-Big 12 First Team    | Brionne Butler       | Texas           |
| All-Big 12 First Team    | Logan Eggleston      | Texas           |
| All-Big 12 First Team    | Skylar Fields        | Texas           |
| All-Big 12 First Team    | Jhenna Gabriel       | Texas           |
| All-Big 12 First Team    | Asjia O'Neal         | Texas           |
| All-Big 12 First Team    | Briana Lynch         | West Virginia   |
| All-Big 12 Second Team   | Candelaria Herrera   | Iowa State      |
| All-Big 12 Second Team   | Shelby Martin        | Kansas State    |
| All-Big 12 Second Team   | Keyton Kinley        | Oklahoma        |
| All-Big 12 Second Team   | Molly Phillips       | Texas           |
| All-Big 12 Second Team   | Julia Adams          | Texas Christian |
| All-Big 12 Second Team   | Katie Clark          | Texas Christian |
| All-Big 12 Second Team   | Caitlin Dugan        | Texas Tech      |
| All-Big 12 Second Team   | Samantha Sanders     | Texas Tech      |
| All-Big 12 Second Team   | Lacey Zerwas         | West Virginia   |
| All-Big 12 Freshman Team | Caroline Crawford    | Kansas          |
| All-Big 12 Freshman Team | Ayah Elnady          | Kansas          |
| All-Big 12 Freshman Team | Aliyah Carter        | Kansas State    |
| All-Big 12 Freshman Team | Jayden Nembhard      | Kansas State    |
| All-Big 12 Freshman Team | Guewe Diouf          | Oklahoma        |
| All-Big 12 Freshman Team | Nalani Iosia         | Texas           |

## Classifica finale
| Pos | Squadra         | Qualificazione       |
| --- | --------------- | -------------------- |
| 1   | Texas           | NCAA Division I 2020 |
| 2   | Baylor          | NCAA Division I 2020 |
| 3   | Kansas State    |                      |
| 4   | West Virginia   |                      |
| 5   | Kansas          |                      |
| 6   | Iowa State      |                      |
| 7   | Texas Tech      |                      |
| 8   | Oklahoma        |                      |
| 9   | Texas Christian |                      |